# Katedrala sv. Ivana u Varšavi
Katedrala svetog Ivana Krstitelja (polj. Bazylika archikatedralna sw. Jana Chrzciciela) jedna je od tri katedrale u Varšavi. Nalazi se unutar povijesnog središta Varšave, koje je uvršteno u UNESCO-ov popis mjesta svjetske baštine u Europi. Jedina je arhikatedrala u Varšavi. Jedna je od najvažnijih sakralnih građevina u Poljskoj.
Katedrala se počela graditi tijekom 14. stoljeća, gotičke je arhitekture i služila je kao mjesto krunidbe i ukopa vojvoda Mazovije. Obnovljena je u vrijeme gradnje Kraljevskog dvorca za vrijeme Anne Jagelović u kasnom 16. stoljeću. Posljednji kralj Poljsko-Litavske Unije Stanislav August Poniatowski položio je zakletvu pred oltarom ove katedrale 3. svibnja 1791. godine.
Katedrala je obnovljena nekoliko puta, posebice tijekom 19. stoljeća. Tijekom Drugog svjetskog rata, katedrala je spaljena i oštećena, tako što je u njoj ekspodirao nacistički tenk napunjen eksplozivom, a nakon završetka rata, obnovljena je u gotičkom stilu.
U katedrali su pokopani mnogi poljski velikani kao što su: pijanist Ignacy Jan Paderewski, književnik Henryk Sienkiewicz, kardinal Stefan Wyszyński i mnogi drugi.